# César Lombera
César Lombera Moret, né à Barakaldo (Espagne), au Pays basque, le 11 octobre 1953 et mort à Catoira, en Galice, le 26 janvier 2025, est un sculpteur espagnol.
Il est reconnu notamment pour ses œuvres d'art public en Galice.

## Biographie
Il est d'abord étudiant à l'université de Saint-Jacques-de-Compostelle, puis en arts plastiques à l'université de Vincennes, près de Paris.

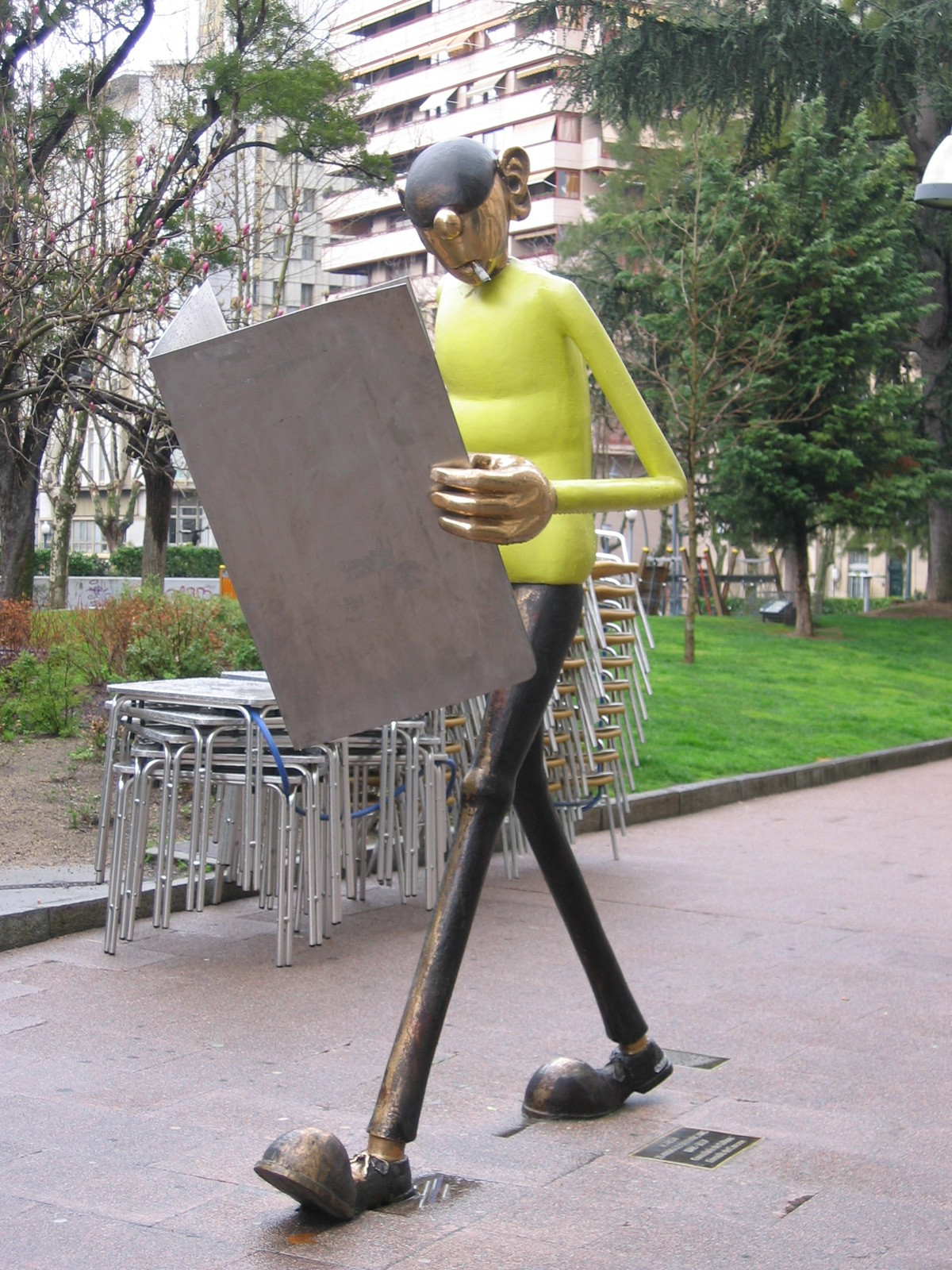
O Carrabouxo, Ourense.

Il est notamment l'auteur de la sculpture touristique des Deux Maries, à Saint-Jacques-de-Compostelle, plusieurs fois vandalisée.

## Œuvres notables
- Statue de Valle-Inclán, Pontevedra[3];
- Les Deux Maries, Saint-Jacques-de-Compostelle:
- Monument à la Tertulia, Pontevedra.
- O Carrabouxo, Ourense[4].

## Postérité
César Lombera Moret décède le 26 janvier 2025, à l'âge de 72 ans. Ses obsèques ont lieu à Catoira, sa ville d'adoption, dans l'intimité.